# SNFU
SNFU (acrônimo para Society's No Fucking Use) é uma banda de Skate Punk do Canadá formada em 1981.